# Crucoli
Crucoli är en ort och kommun i provinsen Crotone i regionen Kalabrien i Italien. Kommunen hade 3 034 invånare (2017).